# 维莱勒龙
维莱勒龙（法語：Villers-le-Rond，法語發音：[vilɛʁ lə ʁɔ̃]）是法国默尔特-摩泽尔省的一个市镇，属于布里埃区。

## 地理
维莱勒龙（49°27'54"N, 5°29'23"E）面积4.45 平方千米，位于法国大東部大區默尔特-摩泽尔省，该省份为法国东北部内陆省份，是洛林的一部分，北邻比利时、卢森堡，北起顺时针与摩泽尔省、下莱茵省、孚日省和默兹省接壤。
与维莱勒龙接壤的市镇（或旧市镇、城区）包括：沙朗西-沃赞、圣让莱隆吉永、弗拉西尼、马尔维尔、沃洛讷。

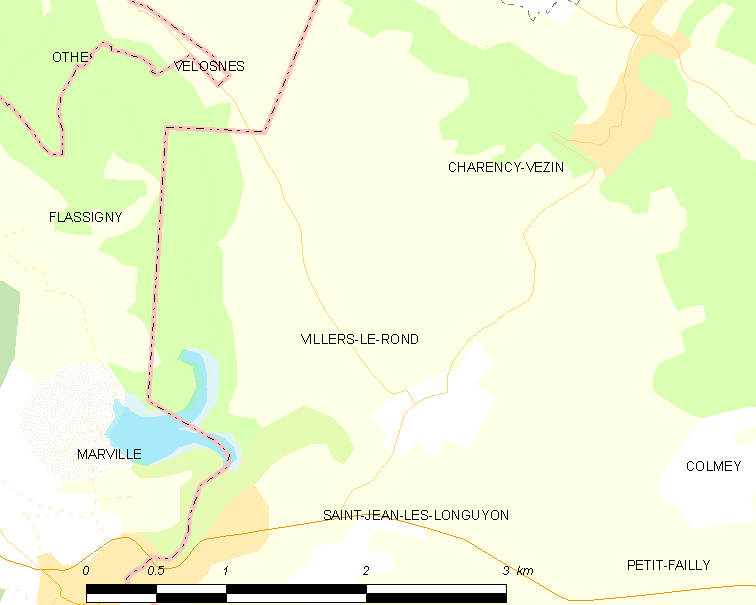
维莱勒龙的OSM定位图

维莱勒龙的时区为UTC+01:00、UTC+02:00（夏令时）。

## 行政
维莱勒龙的邮政编码为54260，INSEE市镇编码为54576。

## 政治
维莱勒龙所属的省级选区为蒙圣马丹县。

## 人口

1962-2008年间维莱勒龙人口变化图示

维莱勒龙于2022年1月1日时的人口数量为116人。